# 13 (Six Feet Under-album)
13 är ett studioalbum av death metal bandet Six Feet Under.  Det gavs ut 2005 genom Metal Blade Records.

## Låtlista
| Nr  | Titel                             | Längd |
| --- | --------------------------------- | ----- |
| 1.  | "Decomposition of the Human Race" | 3:42  |
| 2.  | "Somewhere in the Darkness"       | 3:53  |
| 3.  | "Rest in Pieces"                  | 3:08  |
| 4.  | "Wormfood"                        | 3:45  |
| 5.  | "13"                              | 3:07  |
| 6.  | "Shadow of the Reaper"            | 3:38  |
| 7.  | "Deathklaat"                      | 2:35  |
| 8.  | "The Poison Hand"                 | 2:57  |
| 9.  | "This Suicide"                    | 2:21  |
| 10. | "The Art of Headhunting"          | 3:33  |
| 11. | "Stump"                           | 3:11  |

Digipack-utgåvan innehåller också Live San Francisco 2002 på CD2.
| Nr  | Titel                                 | Längd |
| --- | ------------------------------------- | ----- |
| 1.  | "The Day the Dead Walked"             | 2:20  |
| 2.  | "The Murderers"                       | 2:42  |
| 3.  | "Waiting for Decay"                   | 2:55  |
| 4.  | "Impulse to Disembowel"               | 3:29  |
| 5.  | "Feasting on the Blood of the Insane" | 4:49  |
| 6.  | "No Warning Shot"                     | 3:22  |
| 7.  | "Silent Violence"                     | 3:26  |
| 8.  | "The Enemy Inside"                    | 4:06  |
| 9.  | "Victim of the Paranoid"              | 3:37  |
| 10. | "Journey in the Darkness"             | 2:15  |
| 11. | "Revenge of the Zombie"               | 2:50  |
| 12. | "Manipulation"                        | 2:49  |
| 13. | "Torn to the Bone"                    | 2:53  |
| 14. | "4:20"                                | 5:28  |
| 15. | "Bonesaw"                             | 3:17  |
| 16. | "Hacked to Pieces"                    | 4:03  |

## Medverkande
Musiker (Six Feet Under-medlemmar)
- Chris Barnes − sång
- Steve Swanson − gitarr
- Terry Butler − basgitarr
- Greg Gall − trummor

Produktion
- Chris Barnes – producent
- Christopher Caroll – ljudtekniker, mixning
- Patrick Magee – assisterande ljudtekniker, introduktion
- Ryan Yanero – assisterande ljudtekniker
- Joe Giron – fotografi
- A.M. Karanitant – grafisk design, layout design, omslags design